# En direct de la rédaction
En direct de la rédaction est une rubrique du journal Spirou écrite par Yvan Delporte et dessinée par André Franquin. La plupart des épisodes ont été publiés entre 1965 et 1968, avec des retours puis republications sporadiques jusqu'en 1992. Cette rubrique apparaît emblématique de la fin de la période où Delporte dirigeait Spirou.
Il s'agit de textes illustrés racontant des gaffes du personnage de Gaston Lagaffe et de l'univers de la série Gaston dans la rédaction du journal. Caractérisées par un humour « délirant », ces chroniques imaginent de nombreuses péripéties : présence d'un lion dans la rédaction, match de football entre Spirou et son concurrent Tintin, arrivée d'une vache à la rédaction, etc,. Le dessin de Franquin, qui peinait alors à réaliser des planches complètes, y est particulièrement expressif,.
En 2018, Dupuis a publié une sélection longtemps attendue de ces chroniques. Si la critique a  salué l'intérêt de cette publication, la mauvaise qualité du façonnage, l'arbitraire de la sélection des récits et la faiblesse de la contextualisation ont été critiqués,.

## Publications

### Albums
- Gaston : En direct de la rédaction, Dupuis, 2018  (ISBN 9782800153599).

### Lien web
- « En direct de la rédaction dans Spirou », sur BD oubliées.